# تاكاهيرو ناتسوكا
تاكاهيرو ناتسوكا (باليابانية: 夏賀 高弘) (27 فبراير 1969 في شيزوكا في اليابان – )؛ هو لاعب كرة قدم سابق كان يلعب كمدافع.